# Алжир на Светским атлетским играма у дворани 1985.
Алжир је учествовао на Светским атлетским играма у дворани одржаном у Паризу од 18. до 19. јануара 1985. године. Репрезентацију Алжира представљао је један такмичар који се такмичио у скоку увис.
На овом првенству Алжир је са 1 освојеном медаљом (бронза) делио 20 место.

## Учесници
Мушкарци:
- Отмане Белфаа — Скок увис

## Освајачи медаља (1)

### Бронза (1)
- Отмане Белфаа — Скок увис

## Резултати

### Мушкарци
| Атлетичар     | Дисциплина | Лични рекорд | Квалификације | Квалификације | Финале       | Финале | Детаљи |
| Атлетичар     | Дисциплина | Лични рекорд | Резултат      | Место         | Резултат     | Место  | Детаљи |
| ------------- | ---------- | ------------ | ------------- | ------------- | ------------ | ------ | ------ |
| Отмане Белфаа | Скок увис  |              |               |               | 2,27 АФР, НР |        |        |